# Павловск (Якутия)
Павловск (якут. Павловскай, часто также якут. Нөөрүктээйи) — село, административный центр муниципального образования «Сельское поселение Нерюктяйинский наслег» Мегино-Кангаласского улуса Якутии.

## Физико-географическая характеристика
Расположено на правом берегу Лены в 11 км к югу от улусного центра пос. Нижний Бестях, на равнине Нёрюктяй напротив равнины Туймаада.
Климат резко континентальный. Зимой до —48, летом до +35 °C.

## История
Согласно Закону Республики Саха (Якутия) от 30 ноября 2004 года N 173-З N 353-III село стало административным центром образованного муниципального образования Нерюктяйинского наслега.

## Население
| 1989 | 2002  | 2010  | 2021  |
| ---- | ----- | ----- | ----- |
| 2000 | ↗2091 | ↘2004 | ↗2359 |

Национальный состав
Согласно результатам переписи 2002 года, в национальной структуре населения якуты составляли 97 % от общей численности населения..

## Инфраструктура
В селе находится центральная усадьба коллективного предприятия «Төрүт», основные производства — молочное скотоводство, мясное табунное коневодство, земледелие (овоще- и картофелеводство).
Имеются Дом культуры, средняя общеобразовательная школа, учреждения здравоохранения и торговли.
Связь
Доступ в интернет по технологии P2P, ADSL. Есть подключение IPTV. Работают филиалы сотовых операторов — Билайн (с 2009), МТС и МегаФон, СахаТелеком.

## Транспорт
Через село проходит федеральная автодорога А360 «Лена». Также у селения завершается автодорога регионального значения98К-014 Хатассы, идущая от автодороги 98К-003 «Умнас» — Хатассы — Павловск до пересечения с а/д «Лена».